# Boulevard des hits (collection)
 (mars 2009).
Si vous disposez d'ouvrages ou d'articles de référence ou si vous connaissez des sites web de qualité traitant du thème abordé ici, merci de compléter l'article en donnant les références utiles à sa vérifiabilité et en les liant à la section « Notes et références ».
Boulevard des hits est une série d'albums compilation qui réunit les tubes du moment. Elle est éditée par CBS de 1986 à 1990, puis par Columbia de 1991 à 1992 et enfin Versailles à partir de fin 1992. Elle paraît de 1986 jusqu'en 1995. 20 volumes sont publiés au total. D'autres Boulevard des hits sortent après : Boulevard des hits années 60, 70, 80, 90, 1979, 1981, 1984, 1985 et 1987 (Pas dans la même collection que les autres années).

## Historique de la collection de 1986 à 1995
Le premier volume de la série Boulevard des hits fait suite à la compilation Allez les hits (1986) (pochette bleue à ne pas confondre avec la compilation "Alleeez les hits !" "pochette jaune" sortie en 1997). Une compilation nommée Challenger, une collaboration avec EMI, qui précédait la compilation Allez les hits, faisait allusion à l'explosion de la navette spatiale Challenger le 28 janvier 1986.
Boulevard des hits contenait dans sa collection d'autres compilations du volume 1 jusqu'au 20 comme : La Compil' (excepté le volume 7), Boulevard des tubes 1 et 2, Eurotubes 1993, Hits 93 et Hits 94. Le Boulevard des hits 12 fait suite aussi à la compilation A nous les hits 13 (une compilation Carrere) qui est sortie en même temps que La Compil' 5. Les autres compilations spécialisées comme Dance Club ne font pas partie de la collection mais seulement éditées par Columbia. Bien que les Boulevard des tubes ne soient pas de la même édition, les titres Versailles de la période sont mises dans cette compilation car aucune autre compilation n'est sortie cette période-là.

## Collaborations des éditeurs
Les éditeurs CBS et WEA ont collaboré de 1988 à 1990, ainsi que Columbia et WEA de 1991 à 1992, ce qui explique la place de La Compil' dans la collection. Carrere aussi collabore mais uniquement sur le boulevard des hits 12. Versailles, BMG et Polygram ont collaboré début 1993.

## Collection La Compil'
La Compil' était une série de 7 compilations réunissant les tubes WEA du moment. Les 6 premiers volumes sont apparus de début 1989 à fin 1991, en collaboration avec CBS et Columbia pour compléter la collection Boulevard des hits, puis le volume 7 fait une petite apparence à la fin de 1992 uniquement édité par WEA (Sans la collaboration avec CBS/Columbia). Le volume n'est pas considéré comme faisant partie de la collection Boulevard des hits.

## Hors Collection
- 1992 : La Compil' - Volume 7